# R18 (드론)
R18은 우크라이나 드론 특수부대 아에로로즈비드카가 직접 제작한 드론이다.

## 역사

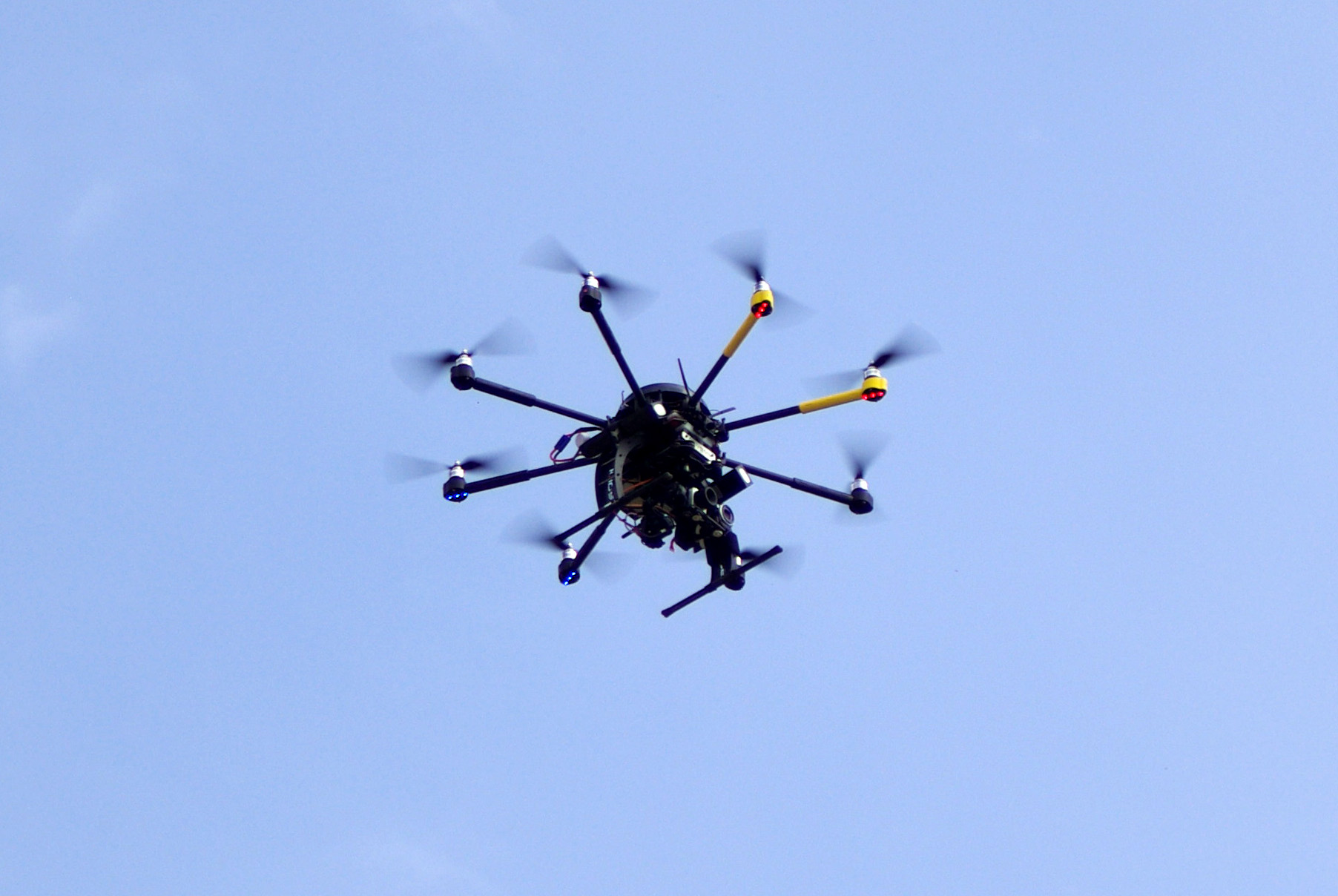
옥토콥터는 팔이 8개라는 의미이다.

R18은 옥토콥터로, 팔 8개에 프로펠러가 달린 드론이다.
미하일로 고르벤코 아에로로즈비드카 대변인은 최근 영국 미러와의 인터뷰에서 "우리가 만든 R18라는 드론은 대당 가격이 10만 파운드(한화 약 1억 5700만 원)도 안 된다. 수십만 달러나 하는 군용 드론을 미국 등 해외에서 구매하는 것보다 훨씬 저렴하다"고 설명했다. 아에로로즈비드카는 앞서 SNS를 통해 해외에서 지원받은 드론 부품과 자금을 이용해 전투용 드론을 집에서 만드는 모습을 공개한 바 있다.
40분 동안 4 km를 비행할 수 있다. 5 kg 폭탄을 투하한다.
2022년 5월 11일, 영국 일간 데일리메일에 따르면 우크라이나군 드론 특수부대 아에로로즈비드카는 이날 자체 제작 드론으로 폭탄 2발을 투하해 러시아군 탱크를 파괴하는 모습을 담은 영상을 공개했다.